# Aleksei Ovchinin
Aleksei Nikolayevich Ovchinin (em russo:  Алексей Николаевич Овчинин; Rybinsk, 28 de setembro de 1971) é um cosmonauta russo, veterano de quatro missões de longa duração na Estação Espacial Internacional.

## Carreira
Piloto formado em 1990 pela Escola Superior Militar de Pilotos de Borisoglebsk, entre 1992 e 1998 foi piloto-instrutor no Regimento de Treinamento de Aviação da Escola Militar de Pilotos de Yeysk, e saiu qualificado como piloto-engenheiro; entre 1998 e 2003 foi piloto-instrutor e posteriormente comandante da seção de aviação do Instituto Militar de Aviação de Krasnodar, em Kotelnikovo, próximo a Volgogrado. Acumulou um total de 1300 horas de voo em aeronaves Yakovlev Yak-52 e Aero L-39 Albatros, atingindo a patente de tenente-coronel na Força Aérea Russa.
Selecionado para o curso de cosmonautas da Roskosmos em 2006, foi qualificado em 2010 após o treinamento na Cidade das Estrelas. Em 18 de março de 2016 foi ao espaço pela primeira vez, como comandante de missão, para uma estadia de seis meses na ISS, lançado de Baikonur no comando da espaçonave Soyuz TMA-20M, onde permaneceu como integrante das Expedições 47 e 48. Sua  missão durou 172 dias, terminando em 7 de setembro de 2016, quando a tripulação da TMA-20M  encerrou seus trabalhos na Expedição 48, retornando à Terra e pousando nas estepes do Casaquistão às 07:13 hora local.
Em 11 de outubro de 2018 partiu novamente rumo à ISS junto ao astronauta da NASA Nick Hague para uma missão que deveria durar seis meses, ambos integrantes da Expedição 57. No entanto a subida ao espaço teve que ser abortada poucos minutos após o lançamento, devido a uma falha no foguete que transportava a espaçonave Soyuz MS-10. Ambos conseguiram realizar um pouso de emergência bem sucedido na cidade de Zhezkazgan, no Casaquistão. . Segundo Ovchinin, era como se houvesse um enorme bloco de cimento sobre seu corpo, devido à força G excessiva que tiveram que enfrentar durante o retorno inesperado.
Em 14 de março de 2019, ele voltou a ser lançado com Hague na Soyuz MS-12, agora acompanhados pela astronauta Christina Koch, para integrarem a Expedição 59, junto com o cosmonauta Oleg Kononenko e os astronautas David Saint-Jacques e Anne McClain, já na ISS.  Ovchinin também integrou a Expedição 60 da qual foi o comandante. Retornou em 3 de outubro na MS-12, trazendo, além de Hague, o primeiro astronauta dos Emirados Árabes Unidos, Hazza Al Mansouri, após 203 dias em órbita.
Em setembro de 2024, ele voou na Soyuz MS-26 com Ivan Vagner e Donald Pettit. Seu retorno ocorreu em abril de 2025.